# Pseudosasa japonica
Pseudosasa japonica é uma espécie de planta com flor pertencente à família Poaceae. 
A autoridade científica da espécie é (Siebold & Zucc. ex Steud.) Makino, tendo sido publicada em Journal of Japanese Botany 2(4): 15. 1920.

## Portugal
Trata-se de uma espécie presente no território português, nomeadamente no Arquipélago da Madeira.
Em termos de naturalidade é introduzida na região atrás indicada.

## Protecção
Não se encontra protegida por legislação portuguesa ou da Comunidade Europeia.